# Сторновей
Сто́рновей (англ. Stornoway, шотл. гел. Steòrnabhagh) — місто на півночі Шотландії, адміністративний центр області Західні острови.
Населення міста становить 5 740 осіб (2006).

## Клімат
Місто знаходиться у зоні, котра характеризується морським кліматом. Найтепліший місяць — серпень із середньою температурою 13.4 °C (56.2 °F). Найхолодніший місяць — лютий, із середньою температурою 4.7 °С (40.4 °F).
| Клімат Сторновея        | Клімат Сторновея | Клімат Сторновея | Клімат Сторновея | Клімат Сторновея | Клімат Сторновея | Клімат Сторновея | Клімат Сторновея | Клімат Сторновея | Клімат Сторновея | Клімат Сторновея | Клімат Сторновея | Клімат Сторновея | Клімат Сторновея |
| Показник                | Січ.             | Лют.             | Бер.             | Квіт.            | Трав.            | Черв.            | Лип.             | Серп.            | Вер.             | Жовт.            | Лист.            | Груд.            | Рік              |
| Абсолютний максимум, °C | 11               | 11               | 13               | 20               | 22               | 22               | 25               | 22               | 20               | 18               | 13               | 12               | 25               |
| Середній максимум, °C   | 7,3              | 7,2              | 8,2              | 10               | 12,4             | 14,2             | 16,1             | 16,1             | 14,4             | 11,8             | 9,3              | 7,6              | 11,2             |
| Середня температура, °C | 4,9              | 4,7              | 5,6              | 7,1              | 9,3              | 11,5             | 13,4             | 13,5             | 11,8             | 9,3              | 6,8              | 5,1              | 8,6              |
| Середній мінімум, °C    | 2,4              | 2,1              | 2,9              | 4,2              | 6,2              | 8,7              | 10,7             | 10,8             | 9,1              | 6,7              | 4,3              | 2,6              | 5,9              |
| Абсолютний мінімум, °C  | −7               | −6               | −6               | −3               | −1               | 1                | 3                | 2                | 0                | −2               | −3               | −7               | −7               |
| Норма опадів, мм        | 120              | 80               | 80               | 60               | 50               | 60               | 70               | 80               | 100              | 120              | 120              | 120              | 1120             |
| Днів з дощем            | 20,8             | 17,2             | 19,8             | 15,3             | 12,8             | 12,6             | 14,5             | 14,7             | 16,5             | 20,8             | 20,4             | 19,6             | 205              |
| ----------------------- | ---------------- | ---------------- | ---------------- | ---------------- | ---------------- | ---------------- | ---------------- | ---------------- | ---------------- | ---------------- | ---------------- | ---------------- | ---------------- |
| Джерело: Weatherbase    |                  |                  |                  |                  |                  |                  |                  |                  |                  |                  |                  |                  |                  |